# Sakichi Toyoda
Sakichi Toyoda (豊田 佐吉, Toyoda Sakichi, nacido el 19 de marzo de 1867, fallecido el 30 de octubre de 1930) fue un inventor e industrial japonés, fundador de Toyoda Automatic Loom Works (posteriormente Toyota Industries). Hijo de un carpintero y granjero, Toyoda sentó las bases para las empresas familiares Toyoda. Su hijo, Kiichiro Toyoda, más tarde establecería Toyota, el mayor fabricante de automóviles de Japón. Sakichi Toyoda es conocido como el «Rey de los inventores japoneses» y el «padre de la Revolución Industrial japonesa».

### Primeros años y educación
Sakichi Toyoda nació el 19 de marzo de 1867 (14 del segundo mes según el calendario lunar de Asia Oriental) en Yamaguchi, provincia de Tōtōmi (actual Kosai, Shizuoka), hijo de Ikichi y Ei Toyoda. Su padre, además de ser carpintero, también era agricultor, y enseñó carpintería a su hijo. La juventud de Sakichi coincidió con el final del periodo Edo, reemplazado por la era Meiji y sus políticas reformistas. Fue un lector ávido desde joven y organizó un grupo de estudio para jóvenes. Inspirado por un viaje a Ueno para visitar la Tercera Exposición Nacional de Maquinaria, más tarde revolucionaría la industria textil mediante el uso de energías como vapor, aceite y electricidad.

### Toyoda Automatic Loom Works
Toyoda Automatic Loom Works fue la empresa manufacturera de ingeniería establecida por Sakichi Toyoda en 1926. Esta compañía le valió el título de padre de la Revolución Industrial japonesa. Además, fundó Toyota Industries Co., Ltd.
Toyoda inventó e innovó numerosos dispositivos de tejido centrados en el sector textil, introduciendo sistemas de alimentación innovadores para sus máquinas de marca Toyoda. Su invención más famosa fue el telar eléctrico automático, en el que implementó el principio de Jidoka (automatización con autonomía). Este principio, que significa que la máquina se detiene cuando ocurre un problema, posteriormente se convirtió en un pilar del Sistema de Producción Toyota.

### El método de los 5 por qués
Toyoda también desarrolló el concepto de los 5 por qués: cuando surge un problema, se debe preguntar «por qué» cinco veces para tratar de encontrar la causa raíz y luego implementar una solución que prevenga la recurrencia del problema. Este concepto se utiliza actualmente como parte de las metodologías lean para resolver problemas, mejorar la calidad y reducir costos.

### Legado
El vehículo de lujo Toyota Century, introducido en 1967, obtuvo su nombre en honor al centenario del nacimiento de Sakichi Toyoda.
El 15 de abril de 1973, la Oficina de Patentes de Japón lo seleccionó como uno de los Diez Grandes Inventores Japoneses.